# 전라남도의 문화재자료 (제1호 ~ 제100호)
전라남도 문화재자료는 대한민국의 문화재자료 중에서 전라남도에 있는 것을 가리킨다.

## 지정목록

### 제1호 ~ 제100호
| 번호  | 사진 | 명칭                                  | 소재지                                        | 관리자 (단체)    | 지정일                                                                       | 참조      |
| 1호   |      | 증심사 (證心寺)                       | 전남 무안군 동구 운림동 56                    | 증심사           | 1984년 2월 29일 지정, 1986년 11월 1일 해제, 광주 문화재자료 제1호로 지정     |           |
| 2호   |      | 약사암 (藥師庵)                       | 전남 무안군 동구 운림동 11                    | 약사암           | 1984년 2월 29일 지정, 1986년 11월 1일 해제, 광주 문화재자료 제2호로 지정     |           |
| 3호   |      | 향림사 (香林寺)                       | 전남 순천시 석현동 230                        | 향림사           | 1984년 2월 29일 지정                                                         |           |
| 4호   |      | 옥천서원 (玉川書院)                   | 전남 순천시 옥천동 165                        | 순천향교         | 1984년 2월 29일 지정                                                         |           |
| 5호   |      | 옥계서원 (玉溪書院)                   | 전남 순천시 연향동 1097                       | 순천향교         | 1984년 2월 29일 지정                                                         |           |
| 6호   |      | 충열사 (忠烈祠)                       | 전남 순천시 조례동 150                        | 양천허씨종중     | 1984년 2월 29일 지정                                                         |           |
| 7호   |      | 장명석등 (長明石燈)                   | 전남 순천시 장천동 53-1                       | 순천시           | 1984년 2월 29일 지정                                                         |           |
| 8호   |      | 순천망북정유지비 (順天望北亭遺址碑)   | 전남 순천시 용당동 33                         | 전주이씨종중     | 1984년 2월 29일 지정                                                         |           |
| 9호   |      | 무양서원 (武陽書院)                   | 전남 무안군 광산구 월계동 510                 | 탐진최씨문중     | 1984년 2월 29일 지정, 1987년 12월 31일 해제, 광주 문화재자료 제3호로 지정    |           |
| 10호  |      | 풍영정 (風詠亭)                       | 전남 무안군 광산구 신창동 853                 | 광산김씨문중     | 1984년 2월 29일 지정, 1987년 12월 31일 해제, 광주 문화재자료 제4호로 지정    |           |
| 11호  |      | 만귀정 (晩歸亭)                       | 전남 무안군 서구 세하동 274-1                 | 인동장씨문중     | 1984년 2월 29일 지정, 1987년 12월 31일 해제, 광주 문화재자료 제5호로 지정    |           |
| 12호  |      | 수남학구당 (水南學求堂)               | 전남 담양군 고서면 분향리 1                   | 학구당도유사     | 1984년 2월 29일 지정                                                         |           |
| 13호  |      | 수북학구당 (水北學求堂)               | 전남 담양군 수북면 오정리 276                 | 임길홍           | 1984년 2월 29일 지정                                                         |           |
| 14호  |      | 담양향교 (潭陽鄕校)                   | 전남 담양군 담양읍 향교리 323                 | 담양향교         | 1984년 2월 29일 지정, 1986년 11월 1일 해제, 전남 유형문화재 제103호로 재지정 |           |
| 15호  |      | 창평향교 (昌平鄕校)                   | 전남 담양군 고서면 교산리 138                 | 창평향교         | 1984년 2월 29일 지정, 1986년 11월 1일 해제, 전남 유형문화재 제104호로 재지정 |           |
| 16호  |      | 죽림재 (竹林齋)                       | 전남 담양군 고서면 분향리 338                 | 창녕조씨종중     | 1975년 2월 5일 지정, 1987년 1월 15일 해제, 전남 기념물 제99호로 재지정       |           |
| 17호  |      | 상월정 (上月亭)                       | 전남 담양군 창평면 용운길 142-1 (용수리)      | 고정석           | 1984년 2월 29일 지정                                                         |           |
| 18호  |      | 남희정 (南喜亭)                       | 전남 담양군 담양읍 백동리 산27-1              | 김만선           | 1984년 2월 29일 지정                                                         |           |
| 19호  |      | 보리암 (菩提庵)                       | 전남 담양군 용면 월계리 산81-1                | 보리암           | 1984년 2월 29일 지정                                                         |           |
| 20호  |      | 언곡사지삼층석탑 (彦谷寺址三層石塔)   | 전남 담양군 무정면 봉안리 68                  | 담양군           | 1984년 2월 29일 지정                                                         |           |
| 21호  |      | 천변리석인상 (川邊里石人像)           | 전남 담양군 담양읍 천변리 167-2               | 담양군           | 1984년 2월 29일 지정                                                         |           |
| 22호  |      | 도림사 (道林寺)                       | 전남 곡성군 곡성읍 월봉리 327                 | 도림사           | 1984년 2월 29일 지정                                                         |           |
| 23호  |      | 태안사 (泰安寺)                       | 전남 곡성군 죽곡면 원달리 20                  | 태안사           | 1984년 2월 29일 지정                                                         |           |
| 24호  |      | 관음사 (觀音寺)                       | 전남 곡성군 오산면 선세리 2                   | 관음사           | 1984년 2월 29일 지정                                                         |           |
| 25호  |      | 유월파장군 정열각 (柳月坡將軍 旌烈閣) | 전남 곡성군 옥과면 합강리 48                  | 옥과면           | 1984년 2월 29일 지정                                                         |           |
| 26호  |      | 옥과향교 (玉果鄕校)                   | 전남 곡성군 옥과면 옥과리 14-1                | 옥과향교         | 1984년 2월 29일 지정, 1985년 2월 25일 해제, 전남 유형문화재 제109호로 재지정 |           |
| 27호  |      | 곡성향교 (谷城鄕校)                   | 전남 곡성군 곡성읍 교촌리 190                 | 곡성향교         | 1984년 2월 29일 지정                                                         |           |
| 28호  |      | 석곡리석불입상 (石谷里石佛立像)       | 전남 곡성군 석곡면 석곡리 282-1               | 곡성군           | 1984년 2월 29일 지정                                                         |           |
| 29호  |      | 도동묘 (道東廟)                       | 전남 곡성군 오곡면 오지리 463                 | 안씨종중         | 1984년 2월 29일 지정                                                         |           |
| 30호  |      | 구례향교 (求禮鄕校)                   | 전남 구례군 구례읍 봉서리 1472                | 구례향교         | 1984년 2월 29일 지정, 1985년 2월 25일 해제, 전남 유형문화재 제110호로 재지정 |           |
| 31호  |      | 운흥정 (雲興亭)                       | 전남 구례군 산동면 시상리 219                 | 이극호           | 1984년 2월 29일 지정                                                         |           |
| 32호  |      | 방호정 (方壺亭)                       | 전남 구례군 산동면 좌사리 839-3               | 유재규           | 1984년 2월 29일 지정                                                         |           |
| 33호  |      | 사성암 (四聖庵)                       | 전남 구례군 문척면 죽마리 산4                 | 양정모           | 1984년 2월 29일 지정, 2014년 8월 28일 해제, 명승 제111호로 승격              |           |
| 34호  |      | 화엄사 (華嚴寺)                       | 전남 구례군 마산면 황전리 12                  | 화엄사           | 1984년 2월 29일 지정, 1998년 12월 23일 해제, 사적 및 명승 7호로 승격         |           |
| 35호  |      | 천은사 (泉隱寺)                       | 전남 구례군 광의면 방광리 70                  | 천은사           | 1984년 2월 29일 지정                                                         |           |
| 36호  |      | 남악사 (南岳祠)                       | 전남 구례군 마산면 황전리 12                  | 화엄사           | 1984년 2월 29일 지정                                                         |           |
| 37호  |      | 매천사 (梅泉祠)                       | 전남 구례군 광의면 수월리 672                 | 황의강           | 1984년 2월 29일 지정                                                         |           |
| 38호  |      | 흥국사 (興國寺)                       | 전남 여수시 흥국사길 160(중흥동 )             | 흥국사           | 1984년 2월 29일 지정                                                         |           |
| 39호  |      | 은적암 (隱寂庵)                       | 전남 여수시 돌산읍 돌산로 1168-58(군내리)     | 은적암           | 1984년 2월 29일 지정                                                         |           |
| 40호  |      | 향일암 (向日庵)                       | 전남 여수시 돌산읍 향일암로 1(율림리)         | 항일암           | 1984년 2월 29일 지정                                                         |           |
| 41호  |      | 돌산향교 (突山鄕校)                   | 전남 여수시 돌산읍 돌산로 1196-3(군내리)      | 돌산향교         | 1984년 2월 29일 지정                                                         |           |
| 42호  |      | 선암사 (仙岩寺)                       | 전남 순천시 승주읍 죽학리 802                 | 선암사           | 1984년 2월 29일 지정, 1998년 12월 23일 해제, 사적 및 명승 8호로 승격         |           |
| 43호  |      | 송광사 (松廣寺)                       | 전남 순천시 송광면 신평리 12                  | 송광사           | 1984년 2월 29일 지정, 1998년 12월 23일 해제, 사적 및 명승 8호로 승격         |           |
| 44호  |      | 정혜사대웅전 (定慧寺大雄殿)           | 전남 순천시 서면 청소리 711                   | 정혜사           | 1984년 2월 29일 지정, 1984년 11월 30일 해제, 보물 제804호로 승격             |           |
| 45호  |      | 낙안객사 (樂安客舍)                   | 전남 순천시 낙안면 동내리 401                 | 순천시           | 1984년 2월 29일 지정, 1990년 2월 24일 해제, 전남 유형문화재 제170호로 재지정 |           |
| 46호  |      | 낙안향교 (樂安鄕校)                   | 전남 순천시 낙안면 교촌리 222                 | 낙안향교         | 1984년 2월 29일 지정, 1985년 2월 25일 해제, 전남 유형문화재 제112호로 재지정 |           |
| 47호  |      | 임경업장군비각 (林慶業將軍碑閣)       | 전남 순천시 낙안면 동내리 38                  | 낙안면           | 1984년 2월 29일 지정                                                         |           |
| 48호  |      | 충무사 (忠武祠)                       | 전남 순천시 해룡면 신성리 산28-1              | 충무공유적보존회 | 1984년 2월 29일 지정                                                         |           |
| 49호  |      | 상호정 (相好亭)                       | 전남 순천시 주암면 죽림리 404                 | 옥천조씨종중     | 1984년 2월 29일 지정                                                         |           |
| 50호  |      | 죽림리석등 (죽림리석등)               | 전남 순천시 주암면 죽림리 404                 | 옥천조씨문중     | 1984년 2월 29일 지정, 1991년 9월 15일 해제, 해제사유 미상                    |           |
| 51호  |      | 창촌리석불입상 (倉村里石佛立像)       | 전남 순천시 주암면 창촌리 425                 | 주암면           | 1984년 2월 29일 지정                                                         |           |
| 52호  |      | 고흥향교 (高興鄕校)                   | 전남 고흥군 고흥읍 행정리 149                 | 고흥향교         | 1984년 2월 29일 지정, 1985년 2월 25일 해제, 전남 유형문화재 제108호로 재지정 |           |
| 53호  |      | 덕양서원 (德陽書院)                   | 전남 고흥군 동일면 덕흥리 668-2               | 덕양서원         | 1984년 2월 29일 지정                                                         |           |
| 54호  |      | 대성사 (大成祠)                       | 전남 고흥군 풍양면 상림리 376                 | 공원식           | 1984년 2월 29일 지정                                                         |           |
| 55호  |      | 해평리석장승 (海枰里石長승)           | 전남 보성군 득량면 해평리 33                  | 득량면           | 1984년 2월 29일 지정                                                         |           |
| 56호  |      | 옥마리오층석탑 (玉馬里五層石塔)       | 전남 보성군 노동면 옥마리                     | 노동면           | 1984년 2월 29일 지정, 1986년 2월 7일 해지, 전남 유형문화재 제141호로 재지정  |           |
| 57호  |      | 봉천리오층석탑 (鳳川里五層石塔)       | 전남 보성군 복내면 봉천리                     | 복내면           | 1984년 2월 29일 지정, 1986년 9월 29일 해지, 전남 유형문화재 제140호로 재지정 |           |
| 58호  |      | 잠정리충신각 (蠶亭里忠臣閣)           | 전남 화순군 능주면 잠정리 33-1                | 조규선           | 1984년 2월 29일 지정, 1985년 2월 25일 해지, 전남 기념물 제77호로 재지정      |           |
| 59호  |      | 쌍봉리충신각 (雙峰里忠臣閣)           | 전남 화순군 이양면 쌍봉리 110                 | 화순군           | 1984년 2월 29일 지정                                                         |           |
| 60호  |      | 화순향교만화루 (和順鄕校萬化樓)       | 전남 화순군 화순읍 교리 183                   | 화순향교         | 1984년 2월 19일 지정                                                         |           |
| 61호  |      | 죽수절제아문 (竹樹節制衙門)           | 전남 화순군 능주면 석고리 254-1               | 화순군           | 1984년 2월 29일 지정                                                         |           |
| 62호  |      | 독상리석등 (獨上里石燈)               | 전남 화순군 동복면 독상리 320                 | 화순군           | 1984년 2월 29일 지정                                                         |           |
| 63호  |      | 한산사지삼층석탑 (寒山寺址三層石塔)   | 전남 화순군 동복면 신율리 949                 | 화순군           | 1984년 2월 29일 지정                                                         |           |
| 64호  |      | 최경회사당 (崔慶會祠堂)               | 전남 화순군 화순읍 다지리 206                 | 화순군           | 1984년 2월 29일 지정                                                         |           |
| 65호  |      | 대리칠충각 (大里七忠閣)               | 전남 화순군 화순읍 대리 154                   | 화순군           | 1984년 2월 29일 지정                                                         |           |
| 66호  |      | 쌍봉사극락전 (雙峰寺極樂殿)           | 전남 화순군 이양면 증리 741                   | 쌍봉사 주지      | 1984년 2월 29일 지정                                                         |           |
| 67호  |      | 영벽정 (映碧亭)                       | 전남 화순군 능주면 관영리 산1                 | 화순군           | 1984년 2월 29일 지정                                                         |           |
| 68호  |      | 광양향교 (光陽鄕校)                   | 전라남도 광양시 광양읍 우산리 509번지         | 광양향교         | 1984년 2월 29일 지정 1985년 2월 25일 해지, 전남 유형문화재 제111호로 재지정  | 누락 관보 |
| 69호  |      | 영석재 (永錫齋)                       | 전남 장흥군 용산면 어산리 855                 | 이민흠           | 1984년 2월 29일 지정                                                         |           |
| 70호  |      | 강성서원 (江城書院)                   | 전남 장흥군 유치면 조양리 산365-1,677-2       | 강성서원         | 1984년 2월 29일 지정                                                         |           |
| 71호  |      | 만수사 (萬壽祠)                       | 전남 장흥군 장동면 만년리 599                 | 안씨종중         | 1984년 2월 29일 지정                                                         |           |
| 72호  |      | 장흥향교 (長興鄕校)                   | 전라남도 장흥군 장흥읍 교촌남외길 33 (교촌리) | 장흥향교         | 1984년 2월 29일 지정 1985년 2월 25일 해지, 전남 유형문화재 제107호로 재지정  | 누락 관보 |
| 73호  |      | 월산재 (月山齋)                       | 전남 장흥군 용산면 모산리 112                 | 영광김씨종중     | 1984년 2월 29일 지정                                                         |           |
| 74호  |      | 강진홍교 (康津虹橋)                   | 전남 강진군 병영면 성동리                     | 병영면           | 1984년 2월 9일 지정, 1986년 2월 7일 해제, 전남 유형문화재 제129호로 재지정   |           |
| 75호  |      | (미상)                                |                                               |                  |                                                                              |           |
| 76호  |      | 무위사삼층석탑 (無爲寺三層石塔)       | 전남 강진군 성전면 월하리 1174                | 무위사           | 1984년 2월 29일 지정                                                         |           |
| 77호  |      | 해남향교대성전 (海南鄕校大成殿)       | 전남 해남군 해남읍 수성리 105                 | 해남향교         | 1984년 2월 29일 지정                                                         |           |
| 78호  |      | 대흥사 (大興寺)                       | 전남 해남군 삼산면 구림리 9                   | 대흥사           | 1984년 2월 29일 지정, 1998년 12월 23일 해제, 사적 및 명승 제9호로 승격       |           |
| 79호  |      | 도갑사 (道岬寺)                       | 전남 영암군 군서면 도갑리 8                   | 도갑사           | 1984년 2월 29일 지정                                                         |           |
| 80호  |      | 영보정                                |                                               |                  |                                                                              | 누락      |
| 81호  |      | 영팔정                                |                                               |                  |                                                                              | 누락      |
| 82호  |      | 법천사 목우암 (法泉寺 牧牛庵)         | 전남 무안군 몽탄면 달산리 956                 | 목우암           | 1984년 2월 29일 지정                                                         |           |
| 83호  |      | 약사사석불입상 (藥師寺石佛立像)       | 전남 무안군 무안읍 성동리 842-9               | 약사사           | 1984년 2월 29일 지정, 1990년 12월 5일 해제, 전남 유형문화재 제178호로 승격   |           |
| 84호  |      | 무안향교 대성전                       |                                               |                  |                                                                              | 누락      |
| 85호  |      | 원갑사 (圓甲寺)                       | 전남 무안군 해제면 산길리 676                 | 원갑사           | 1984년 2월 29일 지정                                                         |           |
| 86호  |      | 정수루 (正綏樓)                       | 전남 나주시 금계동 13-18                      | 나주시           | 1984년 2월 29일 지정                                                         |           |
| 87호  |      | 다보사대웅전 (多寶寺大雄殿)           | 전남 나주시 경현동 629                        | 다보사           | 1984년 2월 29일 지정                                                         |           |
| 88호  |      | 심향사 (尋香寺)                       | 전남 나주시 대호동 825                        | 심향사           | 1984년 2월 29일 지정                                                         |           |
| 89호  |      | 사마비 (駟馬碑)                       | 전남 나주시 금성관길 8(망화루 옆면)           | 나주시           | 1984년 2월 29일 지정                                                         |           |
| 90호  |      | 나주향교 명륜당                       |                                               |                  |                                                                              | 누락      |
| 91호  |      | 나씨삼강문 (羅氏三綱門)               | 전남 나주시 남문동 15                         | 나평균           | 1984년 2월 29일 지정                                                         |           |
| 92호  |      | 죽림사극락보전 (竹林寺極樂寶殿)       | 전남 나주시 남평읍 풍림리 산1                 | 죽림사           | 1984년 2월 29일 지정                                                         |           |
| 93호  |      | 설재서원 (雪齋書院)                   | 전남 나주시 노안면 영평리 649                 | 나주정씨종중     | 1984년 2월 29일 지정                                                         |           |
| 94호  |      | 봉강사 (鳳岡祠)                       | 전남 나주시 문평면 오룡리 553-2               | 나갑진           | 1984년 2월 29일 지정                                                         |           |
| 95호  |      | 동사리석등 (東舍里石燈)               | 전남 나주시 남평읍 동사리 282                 | 남평초등학교     | 1984년 2월 29일 지정                                                         |           |
| 96호  |      | 함평향교                              |                                               |                  | 1984년 2월 29일 지정                                                         | 누락      |
| 97호  |      | 청계정 (淸溪亭)                       | 전남 장성군 진원면 산동리 산245-1             | 박용주           | 1984년 2월 29일 지정                                                         |           |
| 98호  |      | 만곡사 (萬谷寺)                       | 전남 장성군 삼서면 보생리 337                 | 이석구           | 1984년 2월 29일 지정                                                         |           |
| 99호  |      | 기영정 (耆英亭)                       | 전남 장성군 삼계면 사창리 산520               | 송병주           | 1984년 2월 29일 지정                                                         |           |
| 100호 |      | 관수정 (觀水亭)                       | 전남 장성군 삼계면 내계리 610                 | 송병주           | 1984년 2월 29일 지정                                                         |           |